# Pseudogyndesoides pallidus
Pseudogyndesoides pallidus is een hooiwagen uit de familie Gonyleptidae.